# Ella Junnila
Ella Junnila (ur. 6 grudnia 1998 w Espoo) – fińska lekkoatletka, specjalizująca się w skoku wzwyż, olimpijka (2021, 2024).
W młodości, oprócz lekkoatletyki, trenowała również siatkówkę oraz uczęszczała na lekcje baletu.
W 2021 roku została brązową medalistką halowych mistrzostw Europy, ustanawiając wynikiem 1,96 m rekord Finlandii.
Mistrzyni Finlandii w skoku wzwyż z 2019 i wicemistrzyni z 2018 roku oraz halowa mistrzyni kraju z 2021 roku.
Rekordy życiowe:
- skok wzwyż – 1,97 m (Turku, 18 czerwca 2024), rekord Finlandii
- skok wzwyż (hala) – 1,96 m (Toruń, 7 marca 2021), rekord Finlandii[3]

Od 2018 roku reprezentantka klubu Tampereen Pyrintö trenowana przez Jouko Kilpiego i swojego partnera, Mikko Rummukainena. Do 2016 roku trenowała ją matka, a od 2017 roku Kilpi. Do 2013 roku była zawodniczką klubu VammsVoi, a do 2018 roku – Janakkalan Jana.

## Życie osobiste
Studentka politologii na uniwersytecie w Tampere. Jej matka, Ringa Ropo, również była lekkoatletką – startowała na igrzyskach olimpijskich w 1992 roku w skoku w dal oraz na halowych mistrzostwach Europy w 1989 roku, na których zdobyła brązowy medal w tej samej konkurencji, a także zajęła czwarte miejsce w skoku wzwyż.